# 火线追凶之绝命狙击
《火线追凶之绝命狙击》是中华人民共和国于2009年上映的一部民国电影，主要讲述上海黑帮青龙帮和麒麟帮因帮派斗争酿成无辜伤亡后，受害者家属刘天河向黑帮报仇的故事。本部电影是火线追凶系列的第二部电影。

## 电影情节
20世纪30年代，上海黑帮林立，有许多无辜的人因帮派争斗而死于非命，青龙帮和麒麟帮为了争夺上海滩的霸权而明争暗斗。一天早晨，青龙帮的三个成员被狙杀于海鲜市场，而到了下午，麒麟帮的六个成员又受到不明人士的枪杀，青龙帮和麒麟帮都认为是对方杀了己方的人，因此约定第二天在黄埔广场决斗。
法租界老虎探长钟郎为了阻止帮派火拼，开始调查枪杀事件，中央军上尉刘天河突然出现，声称凶手是其部队的一名叫程三林的士兵，程三林之所以大开杀戒是因为青龙帮和麒麟帮三个月之前的火拼让程三林失去了家人。事情真相是刘天河是程三林的父亲，刘天河为了给家人报仇，利用了钟郎，获得了伤害自己家人的帮派成员名单，从而炸死了一大批帮派成员，还计划在青龙帮老大儿子的满月宴上炸死其儿子。
钟郎知晓刘天河的阴谋后，前往满月宴拿走了炸弹。刘天河此时出现开始复仇，他在解决了一批小啰啰后被青龙帮老大开枪击中。青龙帮老大想解决掉刘天河，却被二当家暗算。二当家得意忘形的向刘天河承认自己才是指示帮派火拼的幕后真凶。故事最后，刘天河和二当家同归于尽，玉石俱焚。